# Знаменка (мис)
43°56′34″ пн. ш. 145°33′38″ сх. д. / 43.94278° пн. ш. 145.56056° сх. д.
Зна́менка (рос. Знаменка) — мис на заході російського острова Кунашир. Знаходиться у Кунаширській протоці, що сполучає Охотське море з протокою Зради, навпроти японського острова Хоккайдо (півострів Сіретоко).
Мис не виступає в море далеко. В основі мису, з північного боку, розташований Сєрноводський перешийок. Мис височинний, вкритий лучною рослинністю. Територія мису входить до складу Курильського державного природного заповідника.